# Novo Progresso
Novo Progresso é um município brasileiro do estado do Pará, pertencente à Mesorregião do Sudoeste Paraense. Localiza-se no norte brasileiro, a uma latitude 07º08'52" Sul e a uma longitude 55º22'52" Oeste.

## Contexto histórico e finalidade
O Município Novo Progresso, Jacareacanga e Trairão foi desmembrado de Itaituba em 13 de dezembro de 1991.

## Geografia
A população progressense, de acordo com estimativas do Instituto Brasileiro de Geografia e Estatística (IBGE), era de 33.638 habitantes em 2022.

### Problemas socioambientais
Devido aos altos índices de devastação florestal, em 9 de novembro de 2023, o município de Novo Progresso foi incluído na relação de municípios situados no bioma Amazônia considerados prioritários pelo governo federal para ações de prevenção, controle e redução dos desmatamentos e degradação florestal.

## Política e administração
Sendo um município do Brasil, Novo Progresso é administrada por dois poderes, o executivo e o legislativo, independentes e harmônicos entre si. O primeiro é representado pelo prefeito, auxiliado pelo seu gabinete de secretários e eleito pelo voto popular para um mandato de quatro anos, sendo permitida uma única reeleição para mais um mandato consecutivo, enquanto que o segundo é representado pela Câmara Municipal de Novo Progresso, órgão colegiado de representação dos munícipes que é composto por vereadores também eleitos por sufrágio universal.
As atuais autoridades que ocupam cargos da organização político-administrativa de Novo Progresso são as seguintes (data: 12 de novembro de 2023):
- Prefeito: Gelson Luiz Dill - MDB (2021/-)[9]
- Vice-prefeito: Marconi Petrolini de Lima - PATRI (2021/-)[9]
- Presidente da Câmara: Dirck Roberto da Silva - MDB (2023/-).[10]

Novo Progresso, apesar de ser um município com alguns habitantes e atividades econômicas muito prósperas nos setores madereiro, garimpeiro e agropecuário, como muitos outros municípios do Pará, é altamente dependente da transferências do Governo Federal para se sustentar financeiramente, devido à escassa arrecadação que a administração faz dessas atividades econômicas. Em 2023, mais de 80% da receita municipalfoi de transferências federais.